# 퍼펙트 웨딩
《퍼펙트 웨딩》(Monster-in-Law)은 미국에서 제작된 로버트 루케틱 감독의 2005년 로맨틱 코미디 영화이다. 제니퍼 로페즈, 제인 폰다, 마이클 바탄, 완다 사이크스 등이 출연하고 폴라 와인스틴 등이 제작에 참여하였다. 1990년 영화 《스탠리와 아이리스》 이후 15년간 연기를 중단했던 제인 폰다가 할리우드에 복귀하며 택한 첫 작품이다.

## 줄거리
패션 디자이너 지망생 찰리는 현재 캘리포니아주 베니스 비치에 살며 개인 병원 비정규직 직원/개를 산책시키는 사람/요가 강사로 일하고 있다.
찰리가 의사 케빈과 우연히 만나 연인이 되는 사이 케빈의 어머니인 토크쇼 진행자 바이올라는 하루 아침에 젊은 여성으로 대체된다는 통보를 받고 그 충격으로 생방송 중에 어린 여가수를 모욕한 뒤 몇 달간 정신병원에 입원한다. 설상가상으로 아들 케빈은 퇴원한 바이올라 앞에서 찰리에게 청혼한다. 바이올라는 방송가 경력이 단절된 상황에서 "아들을 망칠 게 분명한" "변변찮은" 여자에게 아들마저 빼앗길 지경에 이르자 둘을 찢어놓기 위해 머리를 굴린다.
우선 바이올라는 찰리가 속한 계급과 케빈을 둘러싼 세계 간에 큰 격차가 있음을 찰리가 체감하게 하여 소외감을 형성한다. 이어 공황발작이 일어난 척 하고 이를 핑계로 케빈이 학회에 간 사이에 찰리와 케빈이 동거하는 집에 들어가 살며 찰리를 다양한 방법으로 괴롭힌다.  
찰리는 이를 모두 정신 문제 탓으로 짐작하며 참아주지만 찰리 친구들은 바이올라가 찰리를 뒷조사한 흔적과 공황발작을 꾸며낸 정황 증거를 발견한다. 반격에 들어간 찰리는 바이올라에게 그 속내를 다 간파했음을 밝히고 집에서 쫓아낸다.  
복수심에 불타오른 바이올라는 결혼식 전날 만찬(rehearsal dinner) 자리에서 그레이비에 아몬드를 넣는다. 찰리는 견과 알레르기 반응으로 얼굴이 퉁퉁 부어오른다. 다행히 결혼식 당일 부기는 가라앉지만, 바이올라는 찰리가 준비한 복숭아색 신부 들러리 드레스 대신 신부복만큼 화려하고 새하얀 드레스를 입고 신부 대기실에 나타난다.  
격렬하게 다투는 찰리와 바이올라 앞에 이번엔 바이올라 시어머니이며 케빈 할머니인 거트루드가 나타난다. 거트루드는 아들과 바이올라 결혼식 때 상복을 입고 나타난 전적이 있으며, 손자 케빈이 두 살 때 아들이 사망한 이후로 바이올라를 소위 "남편 잡아먹은 X"이라고 비난해왔다. 거트루드가 바이올라를 모욕하는 광경을 지켜보던 찰리는 향후 30년간 바이올라와 자신 사이에서도 똑같은 일이 지겹게 반복될 거란 예감에 결혼을 취소하기로 한다.  
그러나 케빈이 행복해지려면 찰리와 결혼해야한다는 깨달음에 도달한 바이올라는 오히려 역으로 찰리에게 그대로 결혼하라고 설득하기 시작한다. 바이올라는 찰리-케빈 부부 삶에 한 부분이 되는 한편 이들 부부 고유 영역도 존중하기로 찰리와 합의를 본다.  
찰리가 던진 부케를 바이올라가 받으면서 이미 수차례 결혼 경험이 있는 바이올라가 또 재혼하게 될 거라는 암시와 함께 끝난다.  

## 출연

### 주연
- 제니퍼 로페즈 - 샬럿 "찰리" 캔틸리니 역
- 제인 폰다 - 바이올라 필즈 역

### 조연
- 마이클 바탄 - 케빈 필즈 의사 역
- 완다 사이크스 - 루비, 바이올라 비서 역
- 모네이 메이저 - 피오나, 케빈 전 여자친구 역
- 애덤 스콧 - 레미, 게이인 찰리 친구 역
- 애니 퍼리스 - 모건, 케이터링을 하는 찰리 친구 역
- 윌 아넷 - 킷, 케빈의 동료 의사 역
- 일레인 스트리치 - 거트루드 필즈 역
- 스티븐 더넘 - "체임벌린 의사", 바이올라 주치의 / 폴 역

## 기타 제작진
- 보조 제작: 매그너스 킴
- 배역: 로나 크레스
- 미술: 미시 스튜어트
- 의상: 킴 배럿
- 음악 감독: 데이나 사노